# Lothar Penz
Lothar Penz (* 1931 in Berlin) ist ein deutscher Maschinenschlosser, Fachhochschulingenieur und Publizist.
Er gilt als ein Vertreter und Mitbegründer der Neuen Rechten.

## Leben
Nach eigenen Angaben wuchs Penz bis zu seinem vierzehnten Lebensjahr in Berlin auf und besuchte das Berlinische Gymnasium zum Grauen Kloster. Im Jahr 1945 fing er dann eine Lehre als Maschinenschlosser auf einer Werft an. Später studierte er Maschinenbau und wurde Fachhochschulingenieur.

## Politisches Engagement
Im Jahr 1964 gründete Penz in Hamburg einen Arbeitskreis namens „Junges Forum“, welcher auch eine eigene Publikation herausgab. Mitglied war zum Beispiel auch Hennig Eichberg. Dieses Forum vertrat ein ethnopluralistisches Weltbild.
Penz war auch Funktionär der Aktion Neue Rechte, welche von 1972 bis 1974 bestand. Dabei war Penz besonderes zuständig für die politische Bildung.
Im Jahr 1974 gründete Penz dann die „Solidaristische Volksbewegung“ (später „Bund deutscher Solidaristen“) mit. Diese forderte einen dritten Weg jenseits von Sozialismus und Kapitalismus. Darüber hinaus baute sie die Grüne Liste Umweltschutz mit auf, welche später in der Partei Die Grünen aufging.

## Werke
- Die Re-Evolution ist anders, Books on Demand GmbH, Norderstedt 1974
- Liberalismus Marxismus Naturalismus „Limanat“ über Marx hinaus!, 1975
- Endzeitphänomene der Moderne, Deutsch-Europäische Studien, 1995
- Kann die SPD uns retten?, Deutsch-Europäische Studien, 1997
- Erlebnisse und Erkenntnisse auf Safaris im südlichen Afrika
- Die Mechanisierte Infanterie im globalen Einsatz, 2009
- Das Ganze ist doch das Wahre, Books on Demand, Norderstedt 2009[6][7]